# Набэсима Мототакэ
Набэсима Мототакэ (яп. 鍋島 元武, 12 июня 1662 — 9 октября 1713) — японский даймё периода Эдо, 3-й правитель княжества Оги (1679—1713).

## Биография
Родился в Эдо как второй сын Набэсимы Наоёси, 2-го даймё Оги. Мать, наложница, Игако, дочь Бодзё Тосиматы. В 1678 году Мототакэ заболел оспой и его лицо покрылось шрамами. Из-за этого, когда отец назначил его преемником, он отказался, поскольку ему было неловко появляться на публике, и после чего он посвятил себя обучению чтобы стать монахом. Однако Мототакэ также хорошо разбирался в литературе, а позже он стал мастером нагинаты. Его отец, Наоёси, вероятно, имел близские отношения с Мототакэ, и когда он ушёл в отставку в конце 1679 года, следующим даймё стал Мототакэ.
Ему доверял сёгун Токугава Цунаёси, и в марте 1692 года он был назначен на должность развлекателя при дворе. В июле 1693 года был назначен на должность окудзумэ. Набэсима Мототакэ имел близкие отношения с Токугавой Мицукуни, даймё Мито, и сохранилось более 50 писем, которые он отправил.
В январе 1713 года Мототакэ передал княжество своему второму сыну Набэсиме Мотонобу и вышел в отставку. Спустя несколько месяцев, Набэсима Мототакэ умер от опухолей на лице и груди в возрасте 51 года.